# Calpurni (militar)
Calpurni (en llatí: Calpurnius) era el portaestendard de la Legió I Germanica l'any 14 quan va pujar al poder Tiberi. Quan Luci Munaci Planc va arribar al campament de Germànic a Germània, com ambaixador del senat, Calpurni va evitar que els soldats amotinats el matessin, però va morir assassinat mentre abraçava els estendards sagrats.